# Trichopteryx terranea
Trichopteryx terranea là một loài bướm đêm trong họ Geometridae.